# Тарандинцівська волость
Тарандинцівська волость — адміністративно-територіальна одиниця Лубенського повіту Полтавської губернії з центром у селі Тарандинці.
Старшинами волості були:
- 1900—1904 року козак Никанор Юхимович Ступка[1],[2];
- 1913—1915 року Степан Степанович Карпець[3],[4].